# 하마다 마사토시
하마다 마사토시(일본어: 浜田 雅功, 1963년 5월 11일~)는 일본의 개그맨이다. 오사카부 오사카시 나니와구에서 태어났으며, 효고현 아마가사키시로 옮겨 자랐다.
마츠모토 히토시와 다운타운이라는 콤비를 짜고있다. 배우, 가수로 활동한 적도 있다.

## 작품

### 싱글
1. WOW WAR TONIGHT ～時には起こせよムーヴメント (1995년 3월 15일)
2. WOW WAR TONIGHT REMIXED (1995년 5월 24일)
3. GOING GOING HOME (1995년 7월 19일)
4. FRIENDSHIP (1996년 4월 24일)
5. TK PRESENTS YOU ARE THE ONE (1997년 1월 1일)
6. 春はまだか (1997년 12월 12일)
7. 幸せであれ (1999년 6월 16일)
8. 치킨 라이스 (2004년 11월 17일)
9. 수요일의 다운타운 (2014년 ~)

### 앨범
1. TK MILLION WORKS (1996년 11월 16일)
2. ラスベガス・ファーストクラスの旅 (1999년 8월 18일)